# Бандрівський Карло

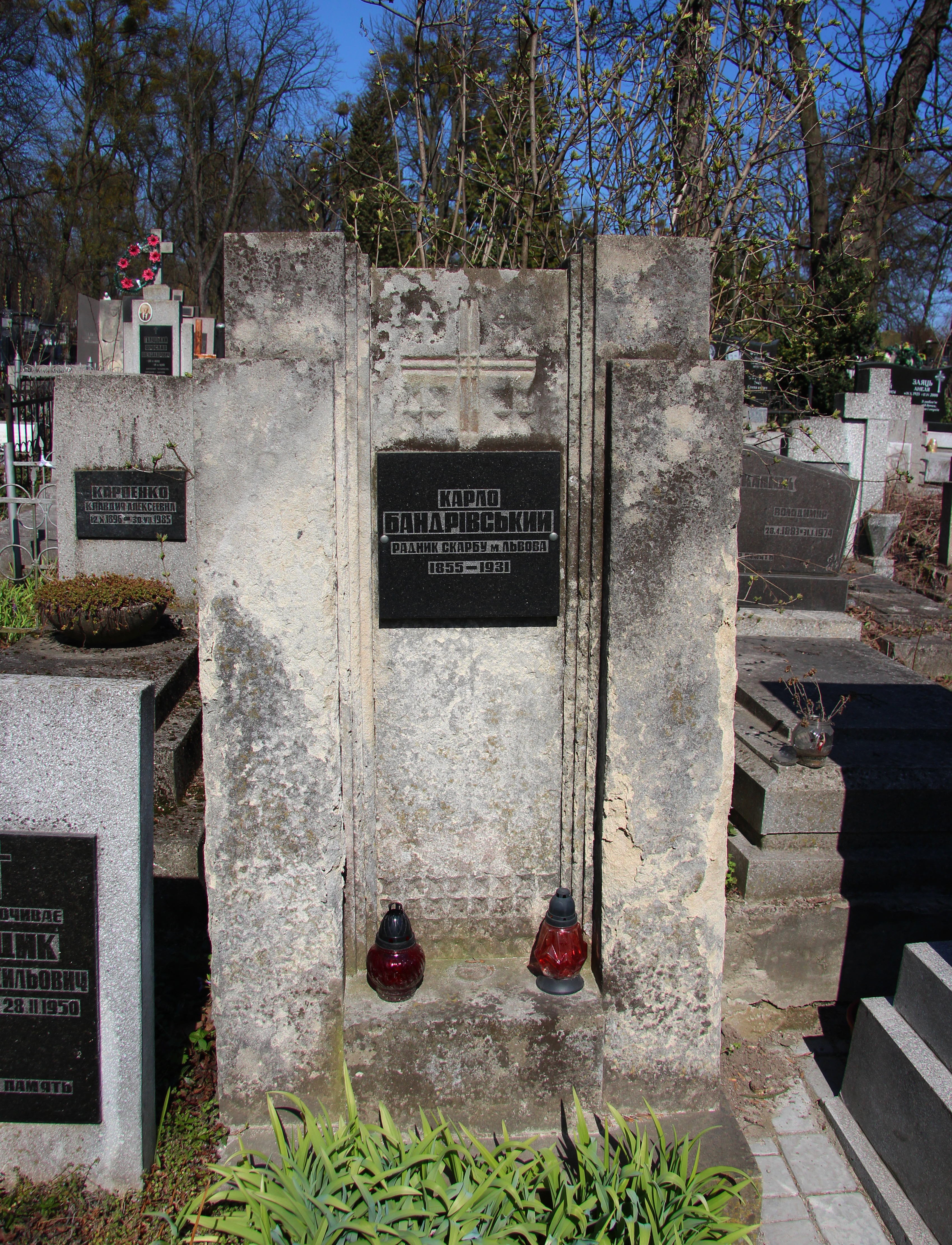

Д-р Бандрівський Карло (також Карл, англ. Karlo Bandrivs'kyj) 1855 — 29 жовтня 1931 — український галицький правник, громадський діяч. Радник у Львові. Товариш Івана Франка та опікун його родини. Швагер Соломії, зять о. Амвросія Крушельницького (чоловік Осипи — сестри Соломії).

## Біографія
Навчався в нормальній Головній міській школі отців василіян у Дрогобичі (з німецькою мовою викладання). Товаришував з Іваном Франком під час їхнього навчання у школі та гімназії в Дрогобичі та Львівському університеті.
Завдяки його допомозі Соломія Крушельницька стала власницею триповерхової кам'яниці на вулиці Крашевського, 23 (тепер вул. Соломії Крушельницької), збудованої 1867 року за проєктом місцевого архітектора Якуба Кроха. Був адміністратором будинку до 1931 року.
Призначений рішенням суду, як давній колега, родинним опікуном Франка та його дружини й дітей. Як радник Бандрівський звернувся з проханням до правління гуманітарного товариства «Українська самаритянська поміч», яке опікувалося пораненими й хворими Українськими січовими стрільцями, прийняти хворого д-ра Франка до Стрілецького притулку на лікування. Після смерті Івана Франка розпоряджався реалізацією заповіту Каменяра. Разом з Ольгою Роздольською купував труну для Івана Франка. 1917 року, виконуючи останню волю письменника, передав його архів і бібліотеку до Наукового товариства ім. Т. Шевченка.
Донька — Одарка, українська камерна співачка (сопрано), піаністка, педагог; фундатор Музею Соломії Крушельницької у Львові.
Син — Володимир, відповідальний за контакти з офіційними колами Німеччини організованого Президентом ЗУНР Петрушевичем «Політичного Центру Західної України».
Похований на 15 полі Янівського цвинтаря у Львові.